# Gotra latispina
Gotra latispina là một loài tò vò trong họ Ichneumonidae.